# Батяйкин, Юрий Михайлович
Юрий Михайлович Батяйкин (3 декабря 1946, Москва - 21 августа 2014, Москва) — поэт, прозаик.

## Биография
Юрий Михайлович Батяйкин родился 3 декабря 1946 года в Москве. Уже в школе проявил интерес к творчеству и начал писать стихи. Своими первыми работами юный поэт приобрел репутацию «инакомыслящего», которой демонстративного гордился. После сочинения пародий на членов Союза Писателей попал под наблюдение КГБ.
После окончания школы Юрий Батяйкин поступил на исторический факультет МГЗПИ (ныне — МГГУ). Работал в ГМИИ им. Пушкина, Центральном Телевидении СССР. Уволившись с телевидения, случайно попал вожатым в пионерлагерь Известий «Синева», где влюбился на всю жизнь в свою воспитанницу — Марину Орбелян, дочь композитора Константина Орбеляна. Девушка не смогла ответить взаимностью молодому поэту, но вместе с тем на многие годы стала его музой и источником вдохновения. Марина, уже, будучи замужем, покончила с собой во Франции. За несколько лет до этого Батяйкин написал рассказ «Зеркало Клеопатры», в котором отразились его грустные предчувствия.
Поэт постепенно все больше времени проводит в Ленинграде, много пишет, выступает с огромным успехом на не объявленных вечерах, пишет прощальные стихотворения Иосифу Бродскому «Учитель, я дорос до Ваших слов», «С неких пор я все чаще», дружит с его друзьями — особенно близко с Олегом Охапкиным и Виктором Кривулиным.
В 1989 Юрий Батяйкин переезжает в Петербург, и пишет стихотворение: «Ну, вот — я и перебрался с московской сцены».
В 1991 году, стараниями Юнны Мориц и Евгения Рейна, сразу два московских журнала «Октябрь» и «Согласие» публикуют подборки стихов Юрия Батяйкина. «Согласие» печатает вступительную статью Виктора Кривулина.
В 1993 году Николай Якимчук в приложении к альманаху «Петрополь» издает первую книжку стихотворений Юрия Батяйкина «Праздники одиночеств» с предисловиями Евгения Рейна, Юнны Мориц, Булата Шалвовича Окуджавы.
В 1996 году Фонд Русской Поэзии под председательством Николая Якимчука напечатал стихи Юрия Батяйкина в «Петрополе», и выдвинул Юрия Батяйкина на Царскосельскую Пушкинскую Премию, которую в номинации «Поэзия» и вручил. В 1999 году Е. Евтушенко включил стихи Батяйкина в Антологию «Строфы века». В 2002 году в Москве несколько стихотворений Юрия Батяйкина были опубликованы под толстой обложкой литературно-художественного альманаха «Равноденствие».
В 1993 Юрий Батяйкин познакомился с Ириной Владимировной Кружаловой, а в 1999-м на ней женился. Этот брак просуществовал пять лет. В 2000 году Юрия Батяйкина приняли в Союз российских писателей, наследника Союза Советских писателей.
До 2014 года Юрий Батяйкин жил в Москве, продолжал писать, но публиковался лишь на независимых сайтах opushka.spb.ru и Проза.ру. Последняя его повесть «Ingenfors» — посвящена Марине Константиновне Орбелян.
21 августа 2014 года Юрий Батяйкин умер от острой сердечной недостаточности.